# 柳橋駅 (富山県)

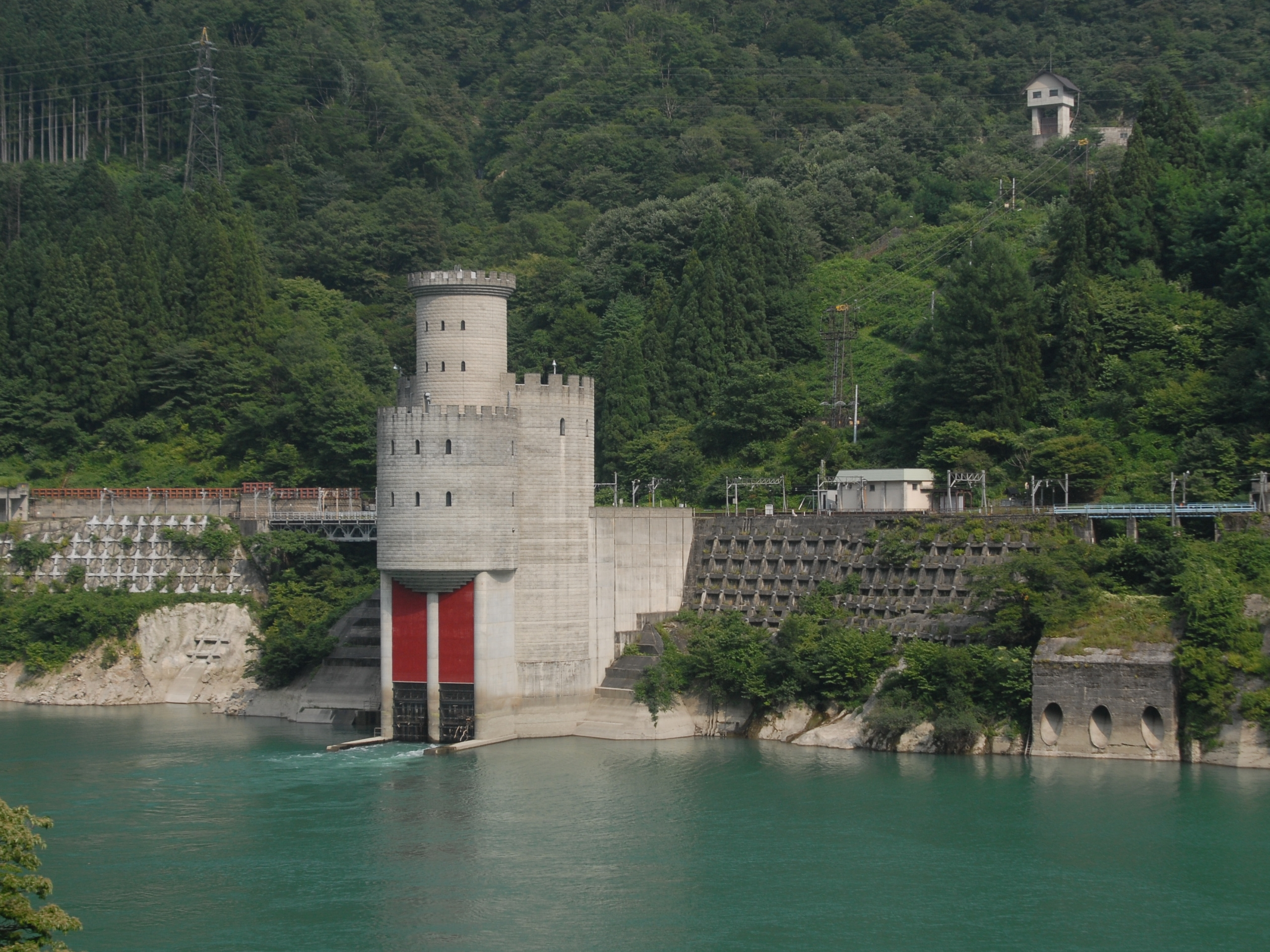
対岸の道路から見た柳橋駅と新柳河原発電所

柳橋駅（やなぎばしえき）は、富山県黒部市宇奈月町舟見にある黒部峡谷鉄道本線の駅。関西電力専用駅のため、一般客の利用はできない。

## 歴史
- 1953年（昭和28年）11月16日 - 関西電力が地方鉄道としての免許を取得して開業。
- 1971年（昭和46年）
  - 5月4日 - 黒部峡谷鉄道が設立[1][2]、同社の駅となる。
  - 7月1日 - 黒部峡谷鉄道が運行を開始。

## 駅構造
1面2線の島式ホームを有する。普段は列車の交換用として使われているため、ホーム上には施設は一切ない。

## 駅周辺
ヨーロッパの城のようなデザインの関西電力新柳河原発電所が近くにあり、当駅から線路が通じている。

## 隣の駅
黒部峡谷鉄道
■本線
宇奈月駅 - 柳橋駅 - 森石駅
森石駅との間にかつて仏石駅（ほとけいしえき）が存在していたが、開設・廃止日とも不明である。

## 関連文献
- 西美憲「日本の発電所 - 関西電力柳河原発電所」『ターボ機械』第19巻第11号、ターボ機械協会、1991年、757-759頁、doi:10.11458/tsj1973.19.757。